# Rocklin
La ville de Rocklin est située dans le comté de Placer, dans l’État de Californie, aux États-Unis. Sa population s’élevait à 56 974 habitants lors du recensement de 2010, estimée à 64 838 habitants en 2017.

## Démographie
| Groupe            | Rocklin | Californie | États-Unis |
| ----------------- | ------- | ---------- | ---------- |
| Blancs            | 82,6    | 57,6       | 72,4       |
| Asiatiques        | 7,2     | 13,1       | 4,8        |
| Métis             | 5,0     | 4,9        | 2,9        |
| Autres            | 2,7     | 17,0       | 6,2        |
| Afro-Américains   | 1,5     | 6,2        | 12,6       |
| Amérindiens       | 0,7     | 1,0        | 0,9        |
| Océaniens         | 0,3     | 0,4        | 0,2        |
| Total             | 100     | 100        | 100        |
|                   |         |            |            |
| Latino-Américains | 11,5    | 37,6       | 16,7       |

Selon l'American Community Survey, pour la période 2011-2015, 84,19 % de la population âgée de plus de 5 ans déclare parler anglais à la maison, alors que 6,25 % déclare parler l'espagnol, 1,71 % le tagalog, 0,78 % le coréen, 0,78 % une langue chinoise, 0,57 % le persan et 5,75 % une autre langue.
| Indicateur                             | Rocklin  | États-Unis |
| -------------------------------------- | -------- | ---------- |
| Personnes de moins de 5 ans            | 4,7 %    | 6,1 %      |
| Personnes de moins de 18 ans           | 26,2 %   | 22,6 %     |
| Personnes de plus de 65 ans            | 11,6 %   | 15,6 %     |
| Femmes                                 | 51,8 %   | 50,8 %     |
| Personnes par foyer                    | 2,8      | 2,64       |
| Vétérans                               | 5,6 %    | 8,0 %      |
| Personnes nées étrangères à l'étranger | 11,0 %   | 13,2 %     |
| Personnes sans assurance maladie       | 7,5 %    | 10,2 %     |
| Personnes avec un handicap             | 6,0 %    | 8,6 %      |
| Revenus annuels                        | 37 295 $ | 29 829 $   |
| Personnes sous le seuil de pauvreté    | 8,5 %    | 12,3 %     |
| Diplômés du lycée                      | 96,0 %   | 87,0 %     |
| Diplômés de l'université               | 41,0 %   | 30,3 %     |

| 1870 | 1880 | 1890  | 1900  | 1910  | 1920 |
| ---- | ---- | ----- | ----- | ----- | ---- |
| 542  | 624  | 1 056 | 1 050 | 1 026 | 643  |

| 1930 | 1940 | 1950  | 1960  | 1970  | 1980  |
| ---- | ---- | ----- | ----- | ----- | ----- |
| 724  | 795  | 1 155 | 1 495 | 3 039 | 7 344 |

| 1990   | 2000   | 2010   | - | - | - |
| ------ | ------ | ------ | - | - | - |
| 19 033 | 36 330 | 56 974 | - | - | - |